# Alexandre Raymundo
Alexandre Raymundo (São Paulo, 2 de julho de 1971), é um ex-ator brasileiro.
Estreou na televisão em 1980, aos nove anos, vivendo o personagem principal da telenovela O Meu Pé de Laranja Lima, produzida pela Rede Bandeirantes. Outros trabalhos de Alexandre Raymundo: Os adolescentes (1981), Campeão (1982), Ninho da serpente (1982), Maçã do Amor (1983), todos na Bandeirantes. Ele também fez um episódio de Caso Especial na TV Globo, em 1983. Atualmente, Alexandre Raymundo trabalha como professor de matemática e mora em Suzhou na China